# Roman Kurzbauer
Roman Henryk Kurzbauer (ur. 25 września 1941 w Warszawie, zm. 22 marca 2024) – polski lekarz, chirurg, specjalista w zakresie anatomii oraz medycyny sportowej, nauczyciel akademicki, samorządowiec oraz polityk. Doktor habilitowany nauk medycznych, działacz mniejszości niemieckiej. W latach 1993–1997 poseł na Sejm II kadencji, w latach 2011–2012 rektor Państwowej Medycznej Wyższej Szkoły Zawodowej w Opolu.

## Życiorys
W 1958 zdał egzamin maturalny w I Liceum Ogólnokształcącym w Zabrzu. W tym samym roku podjął studia na Wydziale Lekarskim Śląskiej Akademii Medycznej, zakończone w uzyskaniem w 1964 dyplomu. W latach 1964–1966 odbył staż podyplomowy w Szpitalu Miejskim nr 1 w Zabrzu. Po jego ukończeniu w 1966 otrzymał etat w I Klinice Chirurgicznej Śląskiej Akademii Medycznej. W 1968 uzyskał specjalizację pierwszego stopnia z chirurgii ogólnej, a w 1970 specjalizację pierwszego stopnia z anestezjologii. W 1973 uzyskał specjalizację drugiego stopnia z chirurgii ogólnej.
W 1973 na Śląskiej Akademii Medycznej otrzymał stopień naukowy doktora nauk medycznych na podstawie pracy zatytułowanej Rozbiór grupy chorych poddanych naprawczym operacjom nosa w I Klinice Chirurgicznej Śląskiej Akademii Medycznej w okresie 1.10.66 do 31.12.69. W latach 1968–1974 był zatrudniony na stanowisku starszego asystenta i adiunkta w Klinice Chirurgii Klatki Piersiowej. W listopadzie 1974 wygrał konkurs na stanowisko ordynatora liczącego około 70 łóżek oddziału chirurgii ogólnej Zespołu Opieki Zdrowotnej w Prudniku, gdzie pracował do grudnia 1978. Odejście ze szpitala spowodowane było otrzymaniem przez niego stanowiska adiunkta na swojej macierzystej uczelni. W 1981 uzyskał stopień naukowy doktora habilitowanego nauk medycznych na podstawie oceny ogólnego dorobku naukowego oraz przedłożonej rozprawy habilitacyjnej pt. Doświadczalne i kliniczne problemy leczenia ostrego zapalenia trzustki z zastosowaniem diety bezresztkowej. Następnie przebywał na kilkumiesięcznym stypendium naukowym w Rijece. Po powrocie przeniósł się do I Kliniki Chirurgicznej Śląskiej Akademii Medycznej w Katowicach, gdzie zajął się m.in. sprawami dotyczącymi przeszczepem nerek. Pod jego kierownictwem powstał tam renomowany w Polsce ośrodek specjalizujący się w transplantacji nerek. W latach 1987–1988 przebywał w Klinikum Großhadern w Monachium, gdzie zajmował się przeszczepami trzustki i wątroby.
Po powrocie do Polski w 1988 został kierownikiem Kliniki Chirurgii Ogólnej w Rzeszowie, która podlegała pod Akademię Medyczną im. Mikołaja Kopernika w Krakowie. Pracował w niej do likwidacji medycznego ośrodka akademickiego w Rzeszowie w 1991. Ponadto pełnił funkcję konsultanta wojewódzkiego z zakresu chirurgii ogólnej na terenie województwa rzeszowskiego. W 1991 objął stanowisko ordynatora oddziału chirurgii ogólnej Zespołu Opieki Zdrowotnej w Gliwicach, gdzie pracował do 1998. Następnie został ordynatorem Szpitala Miejskiego MSW w Katowicach, a w 2000 ordynatorem oddziału chirurgicznego Szpitala Rejonowego w Raciborzu, kończąc pełnienie tej funkcji w 2005.
W 1993 został profesorem nadzwyczajnym Akademii Wychowania Fizycznego im. Jerzego Kukuczki w Katowicach, gdzie był ponadto kierownikiem Zakładu Medycyny Sportowej i Higieny Szkolnej. Zaangażował się w powstanie i rozwój Państwowej Medycznej Wyższej Szkoły Zawodowej w Opolu, utworzonej ostatecznie w 2003. W 2008 powołano go na stanowisko prorektora do spraw naukowo-dydaktycznych na tej uczelni. W 2011 został rektorem opolskiej uczelni medycznej, stanowisko to zajmował do 2012. Wykładał także w Państwowej Wyższej Szkole Zawodowej w Raciborzu oraz na Akademii Polonijnej w Częstochowie. Jego zainteresowania naukowe koncentrowały się wokół tematyki związanej z chirurgią, ze szczególnym uwzględnieniem przeszczepów narządów. Specjalizował się także w zakresie medycyny sportowej i dopingu sportowego. Jako autor lub współautor opublikował ponad 100 prac naukowych. Uzyskał członkostwo m.in. w Towarzystwie Chirurgów Polskich.
Należał do Unii Pracy. Od 1993 do 1997 sprawował mandat posła na Sejm II kadencji, który uzyskał z ramienia Mniejszości Niemieckiej w okręgu gliwickim. W wyborach w 2001 bez powodzenia startował do Sejmu z listy SLD-UP. Od 2002 do 2006 zasiadał w radzie powiatu raciborskiego. W 2004 związał się z Socjaldemokracją Polską. W 2004 kandydował z jej ramienia w wyborach do Parlamentu Europejskiego i w wyborach uzupełniających do Senatu. W wyborach parlamentarnych w 2005 ubiegał się natomiast o mandat poselski.
Został pochowany na cmentarzu Lipowym w Gliwicach.

## Odznaczenia
W 2010 otrzymał Srebrny Krzyż Zasługi.

## Życie prywatne
Zawarł związek małżeński z Elżbietą, która również została lekarzem. Miał dwoje dzieci (Piotra i Karolinę).